# Município de Litchfield (condado de Medina, Ohio)
O município de Litchfield (em inglês: Litchfield Township) é um município localizado no condado de Medina no estado estadounidense de Ohio. No ano de 2010 tinha uma população de 3.250 habitantes e uma densidade populacional de 55,41 pessoas por km².

## Geografia
O município de Litchfield encontra-se localizado nas coordenadas 41° 10′ 06″ N, 82° 01′ 29″ O. Segundo o Departamento do Censo dos Estados Unidos, o município tem uma superfície total de 58.66 km², da qual 58,61 km² correspondem a terra firme e (0,08 %) 0,05 km² é água.

## Demografia
Segundo o censo de 2010, tinha 3.250 habitantes residindo no município de Litchfield. A densidade populacional era de 55,41 hab./km². Dos 3.250 habitantes, o município de Litchfield estava composto pelo 97,82 % brancos, o 0,62 % eram afroamericanos, o 0,15 % eram amerindios, o 0,15 % eram asiáticos, o 0,12 % eram de outras raças e o 1,14 % eram de uma mistura de raças. Do total da população o 1,48 % eram hispanos ou latinos de qualquer raça.